# Faimosul paparazzo
Faimosul paparazzo (sau Faimosul Paparazzo) este un film românesc din 1999 regizat de Nicolae Mărgineanu. Rolurile principale au fost interpretate de actorii Marcel Iureș, Maria Ploae și Gheorghe Dinică.

## Rezumat
Fotograf la o publicație de scandal, Gari primeste misiunea de a contribui la compromiterea unui om politic, banuit de relații cu o minoră. Ca să poata supraveghea camera de hotel a demnitarului, pe care urmează să-l surprinda în compania protejatei sale, Gari se instalează în mansarda lui Miss, o prostituată trecută de prima tinerețe, personaj tragic, care trăiește din amintiri și care va sfârși prin a se sinucide. Prins între interese politice divergente, Gari este arestat...

## Distribuție
- Marcel Iureș — Gabriel Ionescu, poreclit „Gari”, fotograf la ziarul de scandal Interesul național[2]
- Maria Ploae — Ioana Iuga, poreclită „Miss”, o prostituată trecută de prima tinerețe, care a fost aleasă mai demult Miss Erotica
- Gheorghe Dinică — procurorul care anchetează moartea lui Miss
- Alexandru Repan — directorul ziarului Interesul național
- Victoria Cociaș — Clara, economistă, soția lui Gari (menționată Victoria Cociașu)
- Valeriu Popescu — „Sfântul”, deputatul urmărit de fotograf, președintele fondator al partiduui Unitatea Muncitorească
- Gheorghe Visu — Aurel Potcoavă, barmanul de la Barul Insula, informator al poliției
- Draga Olteanu-Matei — Elisaveta Bobu, pensionara surdă, vecina apartamentului de la mansardă al lui Miss
- George Alexandru — Constantin Stanca, avocatul lui Gari
- Adriana Trandafir — Sofia Bocioacă, poreclită „Sophie”, prostituată, prietena lui Miss
- Valentin Teodosiu — liderul sindical care colaborează cu „Sfântul”
- Adriana Șchiopu — directoarea Căminului-spital pentru copii nr. 8
- Monica Ghiuță — mama Clarei
- Tudor Manole — băiatul lui Gari
- Armand Calotă
- Ion Pavlescu — președintele completului de judecată
- Miruna Birău — grefiera Tribunalului
- Vlad Ivanov — polițistul care-l aduce pe Gari la audieri
- Florin Anton — polițistul care-l arestează pe Gari
- George Ivașcu — grefierul Procuraturii
- Coca Zibilianu (menționată Coca Zibileanu)
- Marela Jugănaru (menționată Marilena Jugănaru)
- Mădălina Constantin
- Cerasela Iosifescu — asistenta medicală de la Clinica de chirurgie
- Daniel Iordan
- Elena-Cristina Marchisano (menționată Cristina Chirilă)
- Dan Chișu — șeful de sală al cazinoului
- Viorel Păunescu — omul furios care a fost buzunărit la mitingul electoral
- Adrian Dumitru
- Radu Stoenescu — pariorul chel și cu mustață de la cazinou
- Constantin Bărbulescu
- Dragoș Pârvulescu
- Șerban Pavlu — bodyguardul deputatului (menționat Pavlu Șerban)
- Liviu Timuș — generalul de securitate Stoicescu, implicat în înăbușirea evenimentelor revoluționare de la Timișoara
- Alexandru Lazăr — directorul Clinicii de chirurgie
- Carol Gruber
- Radu Dobre Basarab
- Rareș Pârlog
- Ivan Ionescu Andrei
- Gigel Andrabulea

## Primire
Filmul a fost vizionat de 8.268 de spectatori în cinematografele din România, după cum atestă o situație a numărului de spectatori înregistrat de filmele românești de la data premierei și până la data de 31 decembrie 2014 alcătuită de Centrul Național al Cinematografiei.